# Rosa Luxemburgová
Rosa Luxemburgová, vlastním jménem Rosalia Luxemburg (5. března 1871 Zamość – 15. ledna 1919 Berlín) byla německá představitelka socialistického a komunistického hnutí židovského původu narozená na území dnešního Polska (tehdy Ruská říše). Jako marxistická teoretička a radikální politička vystupovala postupně za Sociálně demokratickou stranu Království Polska a Litvy, Sociálně demokratickou stranu Německa (SPD), Nezávislou sociálně demokratickou stranu Německa (USPD) a Komunistickou stranu Německa. Bojovala za rovná práva žen a proti militarismu.
V roce 1914, poté co SPD schválením válečných úvěrů podpořila německou účast v první světové válce, založila Luxemburgová společně s Karlem Liebknechtem revoluční Spartakusbund (Svaz spartakovců), ze kterého se k 1. lednu 1919 spoluvytvořila Komunistická strana Německa. V listopadu 1918, během německé revoluce, vedla Die Rote Fahne, centrální tisk levicových revolucionářů.
Ačkoli Luxemburgová považovala povstání Spartakovců v Berlíně v lednu 1919 za chybu, po jeho propuknutí jej podpořila. Poté, kdy bylo oddíly Freikorps povstání potlačeno, byla zajata, mučena a zavražděna. Od té doby se těší v komunistickém hnutí vysoké prestiži.

## Život

### Polsko a Curych

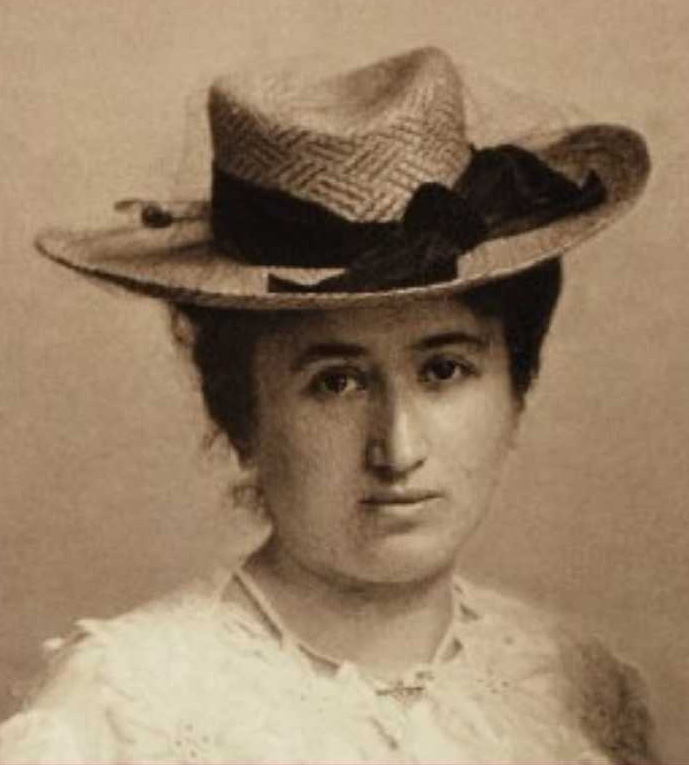
Rosa Luxemburgová cca 1895-1900.

Rosa Luxemburgová se narodila v židovské rodině v městečku Zamość nedaleko Lublinu v ruském záboru Polska jako nejmladší z pěti dětí obchodníka se dřevem Eliasze Luxemburga III. a Liny Löwensteinové. V pěti letech byla upoutána na lůžko s nemocí kyčlí, která nebyla dostatečně léčena, a od té doby kulhala. Díky častému polehávání se však dostala (stejně jako například Ernesto Che Guevara) ke čtení (nejen) marxistické literatury. Rodina se přestěhovala do Varšavy, kde Luxemburgová navštěvovala od roku 1880 gymnázium. V roce 1881 zažila Rosa protižidovský pogrom, což ji poznamenalo na celý život.
V roce 1886 se přidala k polské levicové Dělnické straně, která byla založena roku 1882, předcházejíc tak o 20 let strany ruské. Hned v začátku své politické činnosti se podílela na organizování generální stávky, ta však byla policejně potlačena a čtyři vedoucí představitelé strany následně popraveni. Strana se v důsledku toho rozpadla, část jejich členů včetně Luxemburgové přešla do ilegality. Před hrozbou vězení utekla Luxemburgová v roce 1889 do Švýcarska. Zde se zapsala na Curyšskou univerzitu, kde studovala filozofii, matematiku, politické a ekonomické vědy a historii se zaměřením na dějiny středověku, formování státu a státní správy a ekonomické a burzovní krize. Doktorát získala za disertaci o průmyslovém rozvoji Polska. Vedle jiných, např. Anatolije Lunačarského, později prvního sovětského komisaře pro vzdělávání, zde studoval též litevský revolucionář Leo Jogiches, s nímž pak Luxemburgová s občasnými přestávkami žila dvacet let (Jogiches byl zabit v Berlíně v březnu roku 1919, když se snažil objasnit vraždu Luxemburgové).
V roce 1893 založila Luxemburgová společně s Julianem Marchlewskim (alias Julius Karski) noviny Sprawa Robotnicza. Noviny zaujaly opoziční postoj k Polské socialistické straně, věříce, že pouze prostřednictvím socialistické revoluce v Německu, Rakousku a Rusku, jako stran polského záboru, může dojít k vlastnímu osamostatnění Polska. Hájila názor, že boj má být veden proti kapitalismu jako celku, ne jen za samostatnost Polska. Její pozice, kdy upřednostňovala socialismus před právem národa na sebeurčení, vedla k napětí s Leninem, který naopak pragmaticky využíval toto právo coby předstupeň k dosažení socialismu. Společně s Leo Jogichem založila Luxemburgová roku 1893 Sociálně demokratickou stranu Království Polského (SDKP) a v roce 1899 ve spojení s litevskými sociálními demokraty Sociálně demokratickou stranu Království Polského a Litvy (SDKPiL). Ačkoli žila Luxemburgová po většinu svého dospělého života v Německu, je považována za přední teoretičku vznikající polské sociální demokracie, zatímco Leo Jogich za hlavního stranického organizátora.

### Německo

#### Před Velkou válkou

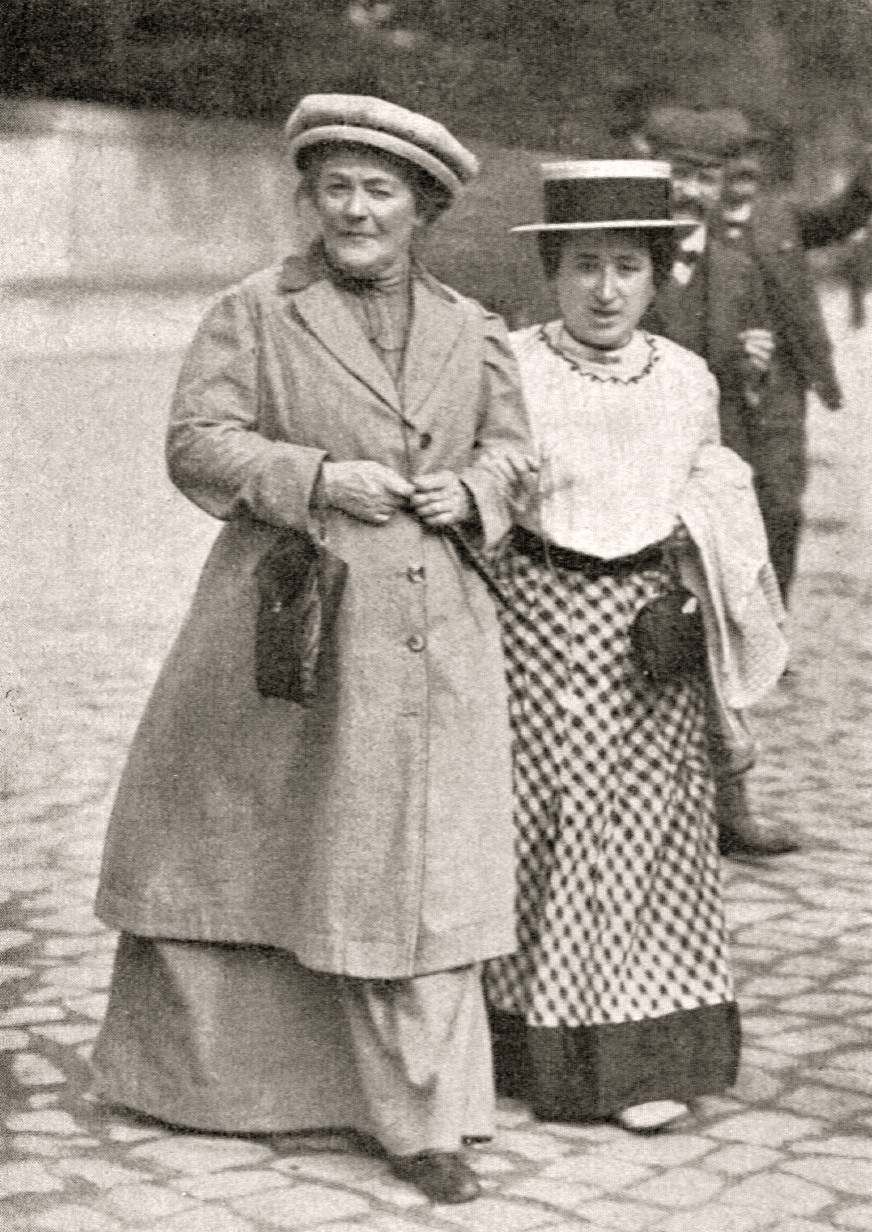
Rosa Luxemburgová (vpravo) s Klárou Zetkinovou

Aby mohla získat německé občanství, provdala se Luxemburgová v roce 1898 za anarchistu Gustava Lübecka a odešla do Berlína, kde se aktivně zapojila do organizování dělníků a politické činnosti levé frakce Sociálně demokratické strany Německa (SPD). V brožuře Sociální reformismus nebo revoluce? (1899) ostře napadla revizionistickou koncepci Eduarda Bernsteina.
Pro své řečnické a argumentační schopnosti se Luxemburgová stala přední mluvčí proti parlamentní orientaci SPD. Argumentovala, že zásadní rozdíly mezi kapitálem a prací mohou být překonány pouze převzetím moci proletariátem a efektivní správou výroby a distribuce. Z této pozice usilovala o vyloučení revizionistů z SPD. I když se jí to nepovedlo, přispěla k tomu, že vedení Karla Kautského bylo schopno odolat tlaku revizionistů a udržet marxismus v programu strany.
Od roku 1900 publikovala Luxemburgová v tisku různé analýzy a srovnávací studie k evropským sociálním a hospodářským problémům. Mimo jiné vyučovala marxismus a ekonomii ve vzdělávacím centru SPD v Berlíně, kde byl jedním z jejich žáků Friedrich Ebert (později se jako předseda SPD, první kancléř a pak i prezident poválečné Výmarské republiky podílel na potlačení německé revoluce). Předvídajíc blížící se válku, Luxemburgová rázně napadala vše, v čem viděla německý militarismus a imperialismus. Zbraní proti němu měla být podle ní generální stávka, která by posílila dělnickou solidaritu a vedla k zamezení války. Za svou politickou činnost byla Luxemburgová několikrát vězněna, v roce 1904 si např. odpykala tři měsíce za veřejnou urážku císaře Viléma II. V roce 1905 se Rosa Luxemburgová vrátila na falešný pas do Polska, kde začala s organizováním dělnických nepokojů a povstání proti ruským vojskům, brzy však byla zatčena a uvězněna, zachránila ji až intervence Německé sociálně-demokratické strany, která uplatila ruské úředníky a vymohla Rosiino propuštění na kauci. V roce 1907 byla na kongresu II. (socialistické) internacionály ve Stuttgartu přijata jí podaná rezoluce s návrhem sjednocení všech socialistických evropských stran k odvrácení války, v roce 1912 jako delegátka SPD na evropském socialistickém kongresu prosazovala společně s francouzským socialistou Jeanem Jaurèsem opět generální stávku jako odpověď evropských dělnických stran v momentě vypuknutí války. Nicméně její koncepce nebyla vedením SPD přijata.

#### Během války
Když nakonec válka v roce 1914 vypukla, nebyla evropskými socialisty vyhlášena žádná generální stávka, ale naopak SPD stejně jako francouzští socialisté podpořili válečnou účast svých vlád. SPD ve své většině schválila vládě v Reichstagu válečné úvěry a souhlasila uzavřít s ní příměří, v kterém se zavázala zdržet se během války jakýchkoli stávek. Podle Luxemburgové šlo o triumf revisionismu, sama organizovala protiválečné demonstrace ve Frankfurtu, na kterých vyzývala k odmítnutí branné povinnosti. V důsledku toho byla na rok uvězněna za „podněcování k odepření poslušnosti představitelům zákona a pořádku“.
V srpnu 1914 založila Luxemburgová společně s Karlem Liebknechtem, Klárou Zetkinovou a Franzem Mehringem Skupinu Internacionála, známou od roku 1916 jako Spartakův svaz. Skupina rozšiřovala ilegální protiválečné pamflety podepsané jednoduše jako Spartakus, přičemž Luxemburgová přijala pseudonym Junius (Lucius Junius Brutus je obecně považován za zakladatele Římské republiky).
Oproti loajální SPD Spartakův svaz zásadně odmítal jakkoli podpořit válku a usiloval o stržení německého proletariátu do protiválečných stávek. Luxemburgová byla opět odsouzena, tentokrát, stejně jako Karel Liebknecht, k dvěma a půl letům vězení. K výkonu trestu nastoupila nejprve do Posenu (Poznań) a pak do Breslau (Wrocłav). Z článků propašovaných z vězení a ilegálně šířených jejími přáteli vyniká Krize sociální demokracie a Ruská revoluce, v němž Luxemburgová kritizuje bolševický postup v Rusku a varuje před jejich budoucí diktaturou. V tomto směru přímo píše: „Svoboda je vždy svobodou toho, kdo myslí jinak“. Třebaže nepřestávala usilovat o diktaturu proletariátu, odmítla bolševický model diktatury jedné strany. „Dekrety a vláda teroru jsou pouze nouzová opatření. Historickou misí proletariátu, když se dostane k moci, musí být, že namísto buržoazní vytvoří socialistickou demokracii, a nikoli zničí jakoukoli demokracii,“ napsala tehdy.
V roce 1917 byl Spartakův svaz připojen k Nezávislé sociálně demokratické straně (USPD), vzniklé z podnětu Karla Kautského z bývalých protiválečných členů SPD. V listopadu 1918 po abdikaci německého císaře převzala USPD a SPD kontrolu v nově vzniklé republice. V nastalé německé revoluci podpořila většina členů obou stran vojenské a dělnické rady, houfně se množící po celé zemi. Vedení SPD, které se bálo rozšiřujícího se sovětského vlivu, naopak proti revoluci vystoupilo.

#### Revoluce a smrt

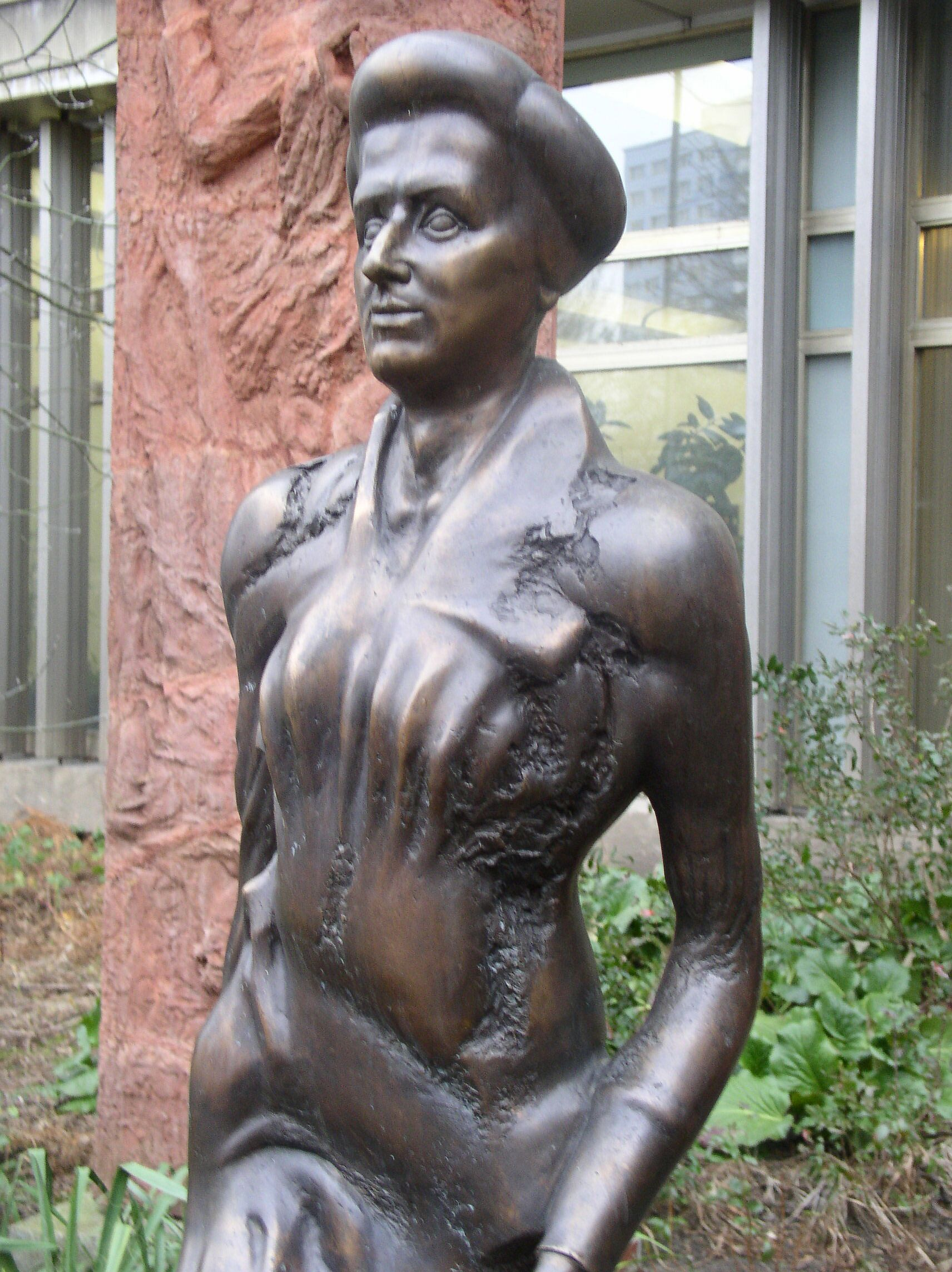
Socha Luxemburgové v Berlíně

Rosa Luxemburgová byla propuštěna z vězení ve Vratislavi 8. listopadu 1918. Následující den, 9. listopadu, taktéž propuštěný Karel Liebknecht vyhlásil v Berlíně Svobodnou socialistickou republiku. Společně pak oba reorganizovali Spartakův svaz a začali s vydáváním novin Die Rote Fahne požadující propuštění všech politických vězňů a odstranění trestu smrti. 14. prosince byl zveřejněn nový program Spartakova svazu. Ve dnech 29.–31. prosince 1918 se Spartakův svaz společně s částí Nezávislých sociálních demokratů a Mezinárodních komunistů Německa zúčastnil slučovacího sjezdu nově vzniklé Komunistické strany Německa (KPD). Ta vznikla pod vedením Liebknechta a Luxemburgové, jež sestavila stranický program, k 1. lednu 1919. KPD podpořila vznik ústavodárného shromáždění, které vyhlásilo Výmarskou republiku. Během druhého berlínského povstání v lednu 1919 se Liebknecht s Luxemburgovou primárně neangažovali, odmítli násilí Spartakovců k dosažení moci[zdroj?], ale pod tlakem okolností a Die Rote Fahne, který mj. vyzýval k okupaci úřadů a liberálních redakcí, povstání podpořili.
V reakci na povstání povolal sociálně demokratický premiér Friedrich Ebert nacionálně-pravicové Freikorps k potlačení revoluce. 15. ledna 1919 byli Luxemburgová a Liebknecht v Berlíně strážní jednotkou Freikorps zadrženi. Luxemburgová byla po výslechu sražena puškou a střelena do hlavy, její tělo bylo hozeno do berlínského Landwehr Canal, kde se našlo až po čtyřech měsících, 1. června 1919. V Tiergartenu byl zastřelen Liebknecht a beze jména uložen do márnice. Podobně byla zabita stovka dalších členů KPD,[zdroj?] rady dělníků a vojáků se rozpadly a německá revoluce tím prakticky skončila.
Pouze jeden voják Freikorps, Otto Runge (1875–1945), byl na dva roky uvězněn za vraždu Luxemburgové, za což byl později odškodněn nacisty, kteří zahrnuli strážní jednotku Freikorps do SA. Podle pozdější výpovědi Waldemara Pabsta (Der Spiegel, 1962), který velel zasahující jednotce Freikorps proti Luxemburgové a Liebknechtovi a který souzen nebyl, byly jeho akce prováděny s vědomím sociálně demokratického premiéra Eberta a jeho stranického kolegy, ministra vnitra Gustava Noskeho.
Luxemburgová a Liebknecht jsou pohřbeni na ústředním hřbitově v berlínském Friedrichsfelde, kde jsou každoročně k 15. lednu připomínáni. O tom, kde opravdu skončilo její tělo, se ale stále vedou spory.

## Myšlení

### Dialektika spontánnosti a organizace
Dialektika spontánnosti a organizace byla stěžejním rysem politické filozofie u Luxemburgové, přičemž „spontánnost“ považovala za nutnou k dosažení politické organizace a k vedení třídního boje. Argumentovala, že spontánnost a organizace nejsou oddělitelné aktivity, ale pouze rozdílné části jednoho a téhož politického procesu, kde jedna část neexistuje bez druhé. Její pohled vycházel z přesvědčení, že ve společnosti existuje základní a spontánní zápas mezi třídami, který se ve svém průběhu neustále posouvá na vyšší a vyšší úroveň:
„Pracující třídy ve všech zemích se učí bojovat pouze na základě zkušenosti vlastního zápasu… sociální demokracie… je pro proletariát pouze ochráncem pokroku, malý kousek v celku pracujícího lidu, krví jejich krve, masem jejich mas. Sociální demokracie reaguje na požadavky pouze rozvinutého zápasu vyhledáváním a nacházením cest a jednotlivých hesel a přímým vedením již probíhajících bojů.“
Pro Luxemburgovou nebyla spontánnost hnutí abstraktním pojmem, vycházela ze zkušeností evropského dělnického hnutí a masových stávek, především z ruské revoluce v roce 1905. Na rozdíl od sociálně demokratického pohledu II. Internacionály nepovažovala Luxemburgová organizaci za produkt vědecko-teoretického pochopení historických procesů, ale za živý projekt vzešlý ze samotných zápasů dělnické třídy.
„Sociální demokracie je v podstatě ztělesněním moderního zápasu dělnické třídy, zápasu který je řízen vědomím vlastních historických souvislostí. Ve skutečnosti jsou hlavními vůdci (tohoto zápasu) samotní pracující, kteří dialekticky rozvíjí svůj vlastní postup. Čím více se sociální demokracie rozvíjí, roste a stává silnější, tím více se pracující emancipují, přetváří svůj osud a přebírají vedení ve vlastním hnutí. V důsledku toho je sociální demokracie pouze uvědomělý strážný dělnického třídního hnutí, který podle slov Komunistického manifestu reprezentuje v každém jednotlivém momentě zápasu permanentní zájmy osvobození (od kapitalistických vztahů), popř. dílčí skupinové zájmy pracujících a podle možností zájmy celého hnutí, takže v rámci sociální demokracie jsou dělničtí vůdci silnější, vlivnější a schopnější vědomě působit jako mluvčí hnutí, informovat a vést masy, (sociální demokracie) je tak pouze zprostředkovatel objektivních zákonů třídního hnutí.“
Jinde též:
„Moderní dělnická třída neuskutečňuje svůj zápas podle plánů vzešlých z knihy nebo teorie, moderní dělnický boj je částí historie, částí sociálního pokroku, a uprostřed historie, uprostřed vývoje, uprostřed boje se učíme jak musíme bojovat…To je přesně to, co je na tom chvályhodné, kdy ohromný kus kultury uprostřed moderního dělnického hnutí definuje epochu, kdy ohromné masy pracujících poprvé spoluvytváří své vědomí, svou víru a navíc sami poznávají zbraně svého osvobození.“

### Kritika Říjnové revoluce
V článku publikovaném těsně před Říjnovou revolucí charakterizovala Luxemburgová únorovou revoluci v Rusku jako „revoluci proletariátu“, která tím, že ukázala jeho sílu, strhla liberální buržoazii k jednání. Úlohou ruského proletariátu bylo nyní ukončit imperialistickou válku a zároveň bojovat proti imperialistické buržoazii. Jestliže podle Luxemburgové učinila světová válka Rusko zralé pro socialistickou revoluci, je pro německý proletariát revoluce otázkou cti a otázkou více než osudovou.
Ačkoliv Rosa Luxemburgová vycházela z idejí marxismu, odmítala Leninem propagovaný násilný boj a likvidaci parlamentní demokracie. Leninovo a Trockého počínání po sovětské revoluci označila za „pomýlené" a „sektářské".
V eseji Ruská revoluce psaném ve vězení a posmrtně publikovaném jejím spolupracovníkem Paulem Levim (Paul Levi byl dlouholetý spolupracovník Luxemburgové, její advokát při politických procesech, po jejím a Liebknechtově zavraždění stanul v čele KPD, zveřejnění eseje urychlilo jeho rozchod s Kominternou) Luxemburgová ostře kritizuje první kroky bolševické revoluce, jako násilné rozehnání ústavodárného shromáždění v lednu 1918, rozdělení půdy rolníkům, deklarování práva národů na sebeurčení a dávno před Trockým varovala před zbyrokratizovaním revoluce.
Ve své ostré kritice bolševické praxe mluvila až o „totálním selhání mezinárodního proletariátu", avšak:
„V tomto výbuchu sociálního rozdělení v samotném lůně buržoazní společnosti, v mezinárodním prohlubování a stupňování třídních rozdílů leží historická zásluha bolševismu a (v porovnání) s tímto, jako tolikrát v historii, zmizí jednotlivé omyly a chyby bolševiků beze stop.“
Po Říjnové revoluci se stalo podle Luxemburgové „historickou odpovědností" německého proletariátu vést vlastní revoluci a ukončit válku. Když válka skončila a v Německu propukla v listopadu 1918 revoluce, Luxemburgová okamžitě agitovala za revoluci sociální:
„Odstranění pravidel kapitálu, realizace socialistického sociálního řádu, toto a nic menšího je historickou úlohou probíhající revoluce. Je ohromným neporozuměním myslet si, že lze něčeho dosáhnout bez mrknutím oka pouhým vydáním pár nařízení shora. Pouze vědomou akci pracujících mas ve městech a na vesnicích muže být (revoluce) uvedena v život, pouze s vysokou intelektuální zralostí a s nevyčerpatelným idealismem může být (revoluce) vedena skrze všechny bouře bezpečně do přístavu.“[zdroj?]
Sociální revoluce podle Luxemburgové vyžaduje, aby byla moc držena v rukou pracujících, v rukou dělnických a vojenských rad. Toto je podle ní program pro revoluci. Zároveň připouští, že jde o dlouhou cestu zejména pro vojáky, kdy se z „ochránců reakce“ stávají ochránci revolučního proletariátu.

### Poslední slova: víra v revoluci
Poslední známá slova Rosy Luxemburgové psaná v předvečer jejího zavraždění byla o víře v masy a v to, co nazývala nevyhnutelnou revolucí:
„Vedení ztroskotalo. Avšak vedení musí být obnoveno masami a od mas. Pouze masy jsou rozhodující složkou, jsou skálou, na které bude postaveno konečné vítězství revoluce. Masy byly (v právě potlačené revoluci) nejvýše, přetvořily "porážku" do jedné z historických "porážek", které jsou pýchou a silou mezinárodního socialismu. A tak z této "porážky" vykvete budoucí vítězství… „V Berlíně obnoven pořádek!“ Vy kreténští lokajové! Váš "pořádek" je postaven na písku. Zítra se revoluce se hřmotem pozdvihne a ohlásí s fanfárami do vašeho teroru: byla jsem, jsem, měla bych být!“[zdroj?]

### Citáty
Jako politická autorka napsala Luxemburgová mnohé kritické články a ekonomické analýzy: před rokem 1914 například v Leipziger Volkszeitung, do roku 1918 též ve vězení a jako vydavatelka novin Die Rote Fahne.
Snad nejznámějším citátem Rosy Luxemburgové je její: „Svoboda je vždy svobodou jinak smýšlejícího“ („Freiheit ist immer Freiheit der Andersdenkenden“), obvykle též uváděn jako svoboda, která je vždy a hlavně svobodou pro toho, kdo myslí jinak. Svoboda pouze pro vyvolené (členy politické strany jakkoli masivní atd.) není pro Luxemburgovou žádoucí, a to ne snad pouze z důvodu abstraktní spravedlnosti, ale hlavně z praktického důvodu, kdy má projev nesouhlasu namnoze poučný očišťující účinek a tento nemůže být rozvinut, pokud se ze svobody stane privilegium.
„Kdo se nepohne, okovy nepocítí.“
„Marxismus je revoluční světový názor, který musí vždy usilovat o nové vztahy. Ničeho se nemusí bát tolik, jako možnosti, že zatuhne v předchozí (vývojové) formě. Rozbité hlavy v sebekritice a historických hromech a blescích jsou nejlepší cestou k udržení síly.“
„Bez všeobecných voleb, bez neomezené svobody tisku a shromažďování, bez svobodného střetávání názoru ve všech veřejných prostorách vyhasne život, nebo se stane pouhým zdáním života ve kterém jediným aktivním činitelem zůstane byrokracie.“
„Není pro nás minimální a maximální program, socialismus je jedna a ta samá věc, minimum čeho dnes můžeme dosáhnout.“
„Stojíme dnes před hroznou otázkou: buď vítězství imperialismu a destrukce kultury, a podobně jako v antickém Římě, s vylidněním, pustotou, degenerací a rozlehlým hřbitovem, nebo vítězství socialismu.“
„Lidstvo čekají jen dvě možnosti: socialismus nebo barbarství“

## Památníky
- Po Rose Luxemburgové je v historickém centru Berlína doposud pojmenováno náměstí, gymnázium a trasa metra U2. Ačkoli šlo o pojmenování přijatá komunistickou vládou východního Německa, po sjednocení zůstala zachována.
- V centru Drážďan je po Rose Luxemburgové pojmenováno náměstí na břehu Labe. Na jeho okraji (na severním konci Albertbruecke) je umístěna pamětní deska s reliéfním portrétem a masivní blok s Rosiným citátem "Freiheit ist immer Freiheit der Andersdenkenden".
- V roce 1919 napsal Bertolt Brecht o Luxemburgové pamětní báseň Epitaf, kterou v roce 1928 zhudebnil Kurt Weill v muzikálu Berlínské rekviem: „Rudá Rosa teď zmizela taky, učila chudé životu, a tak ji bohatí vymazali, může odpočívat v pokoji.“
- Historik Isaac Deutcher napsal ke smrti Rosy Luxemburgové: „V její vraždě oslavilo Hohenzollernské Německo svůj poslední triumf a nacistické Německo svůj první.“
- Je po ní pojmenována Nadace Rosy Luxemburgové, nezisková organizace spojená s politickou stranou Die Linke.